# Simona Radiș
Simona Radiș (5 de abril de 1999) é uma remadora romena, campeã olímpica.

## Carreira
Radiș conquistou a medalha de ouro nos Jogos Olímpicos de Verão de 2020 em Tóquio na prova de skiff duplo feminino, ao lado de Nicoleta-Ancuța Bodnar, com o tempo de 6:41.03. Nos Jogos Olímpicos de Verão de 2024, em Paris, conquistou a medalha de ouro na competição de oito com feminino, ao lado de Bodnar, Magdalena Rusu, Roxana Anghel, Amalia Bereș, Maria Lehaci, Adriana Adam, Ioana Vrînceanu e Victoria-Ștefania Petreanu, com o tempo de 5:54.39.